# Sibbersloot

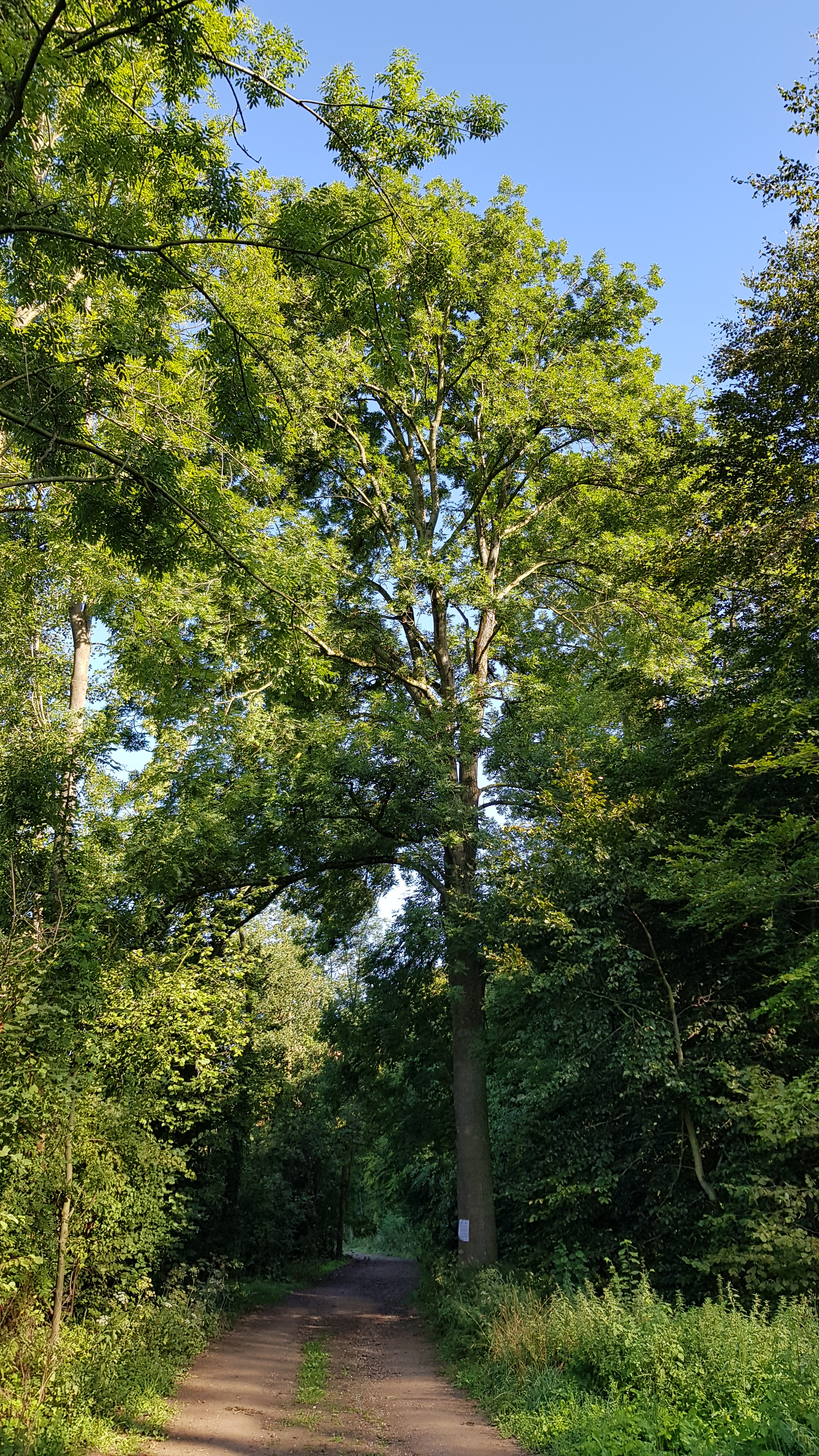
Grubweg bij Keunestraat, in de Sibbersloot

De Sibbersloot is een droogdal in de gemeentes Eijsden-Margraten en Valkenburg aan de Geul in Nederlands Zuid-Limburg. Het droogdal heeft een lengte van ongeveer zeven kilometer en loopt van Sibbe op het Plateau van Margraten naar Bemelen in het Maasdal. Vlak voor de monding van het droogdal in het Maasdal ligt Sint Antoniusbank. Bij Bemelen mondt naast de Sibbersloot ook het droogdal Koelbosgrub in het Maasdal uit.

## Geschiedenis
Tussen 1922 en 1938 maakte de trambaan van de tramlijn Maastricht - Vaals gebruik van de laagte van het westelijke deel van de Sibbersloot om het hoogteverschil van het plateau met het Maasdal te overbruggen.

## Geografie
Het droogdal begint ten zuidoosten van Sibbe, tussen Sibbe en IJzeren, en loopt van daar richting het zuidwesten. Na ongeveer twee kilometer voegt ten noordwesten van Groot Welsden vanuit het noorden een klein dalletje zich bij het droogdal, eveneens 600 meter zuidwestelijker vanuit het oosten (bij Groot Welsden). Na nog eens 1200 meter richting het zuidwesten gelopen te hebben buigt ten oosten van Cadier en Keer nabij de Rijksweg het droogdal af naar het noordwesten om na nog eens drie kilometer bij Bemelen in het dal van de Maas uit te komen.
Tussen Margraten en Cadier en Keer kenmerkt het Plateau van Margraten zich door een laagte, alwaar de Sibbersloot er ten noorden van ligt en de Dorregrubbe er ten zuiden van.
Terwijl aan de zuidzijde van het droogdal de hoogte langzaam stijgt, bevinden zich aan de noordzijde van het droogdal steilranden met grote hoogteverschillen. Hier zijn de Schiepersberg, Bundersberg en Mettenberg gelegen.

## Groeves
Het gebied van het droogdal is rijk aan kalksteengroeves, waaronder (van zuidoost naar noordwest):
- Groeve het Houbenbergske I
- Groeve het Houbenbergske II
- Groeve Groot Welsden
- Julianagroeve
- Koeberggroeve
- Bunderberggroeve
- Groeve 't Rooth (+kalkoven)
- Mettenberggroeve V (+kalkoven)
- Mettenberggroeve IV
- Mettenberggroeve III
- Mettenberggroeve II
- Mettenberggroeve I
- Bemelerbosgroeve II
- Bemelerbosgroeve I

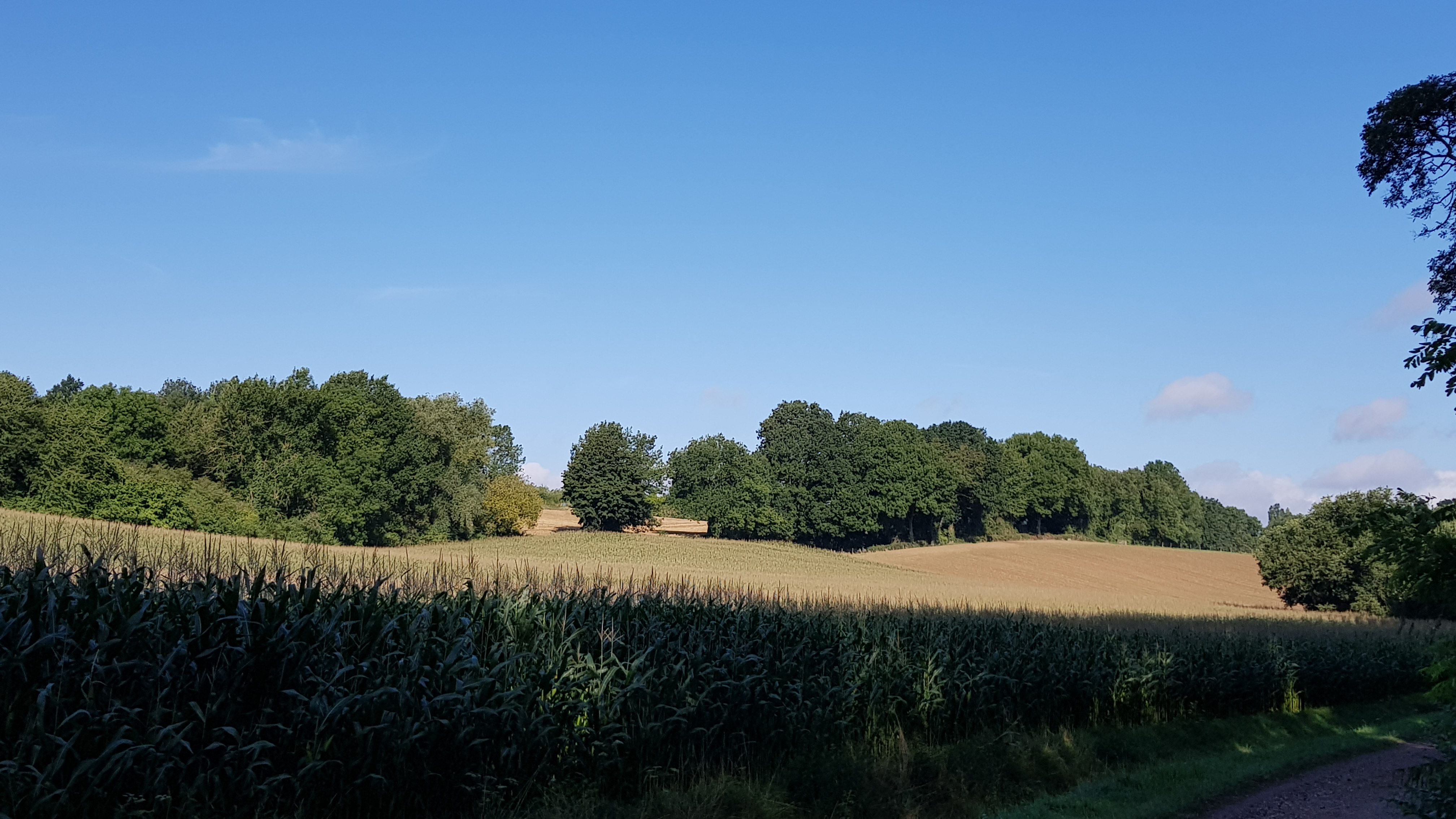
Tracé trambaan ten noordoosten Cadier en Keer
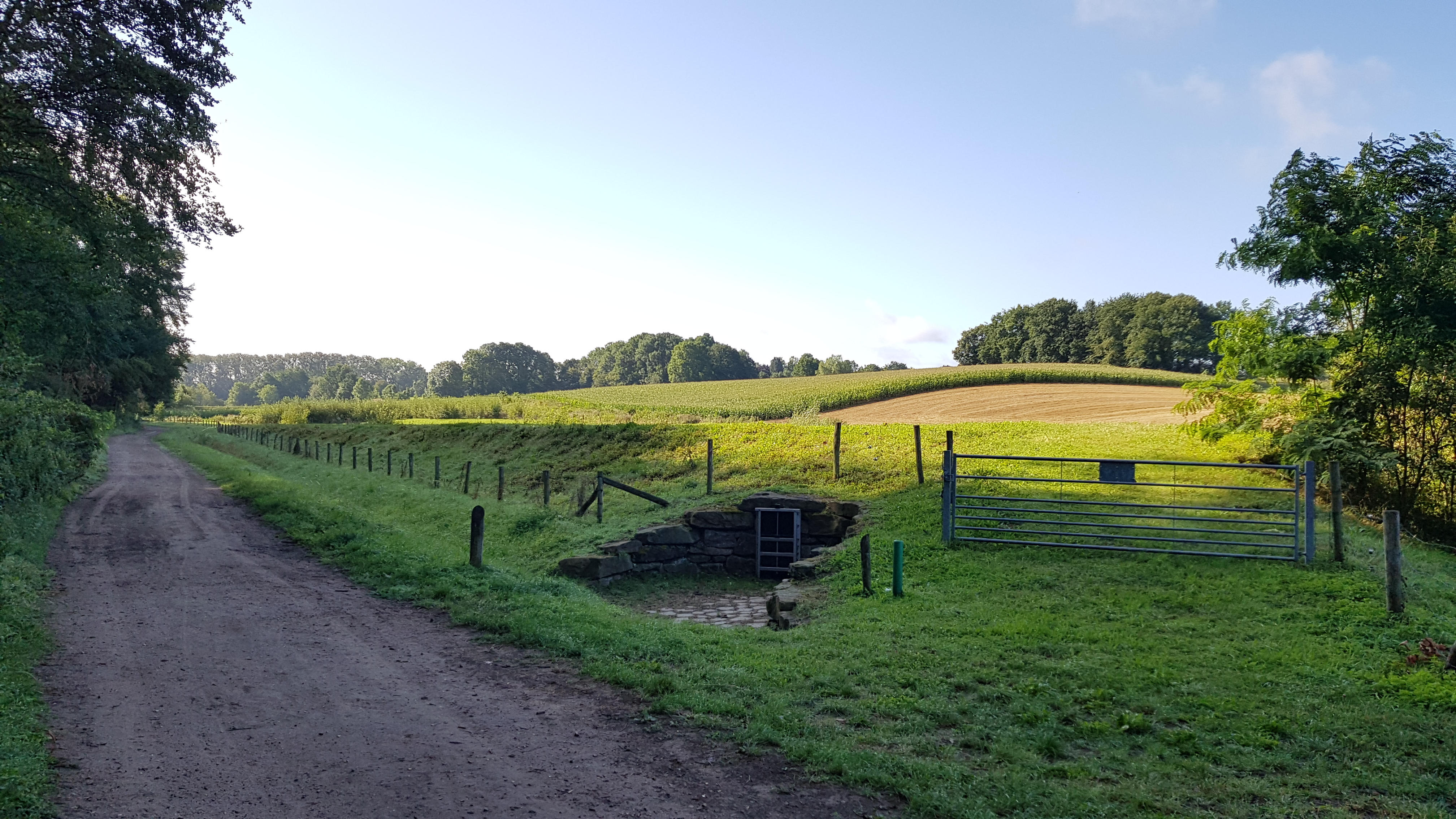
Sibbersloot ten noordoosten Cadier en Keer
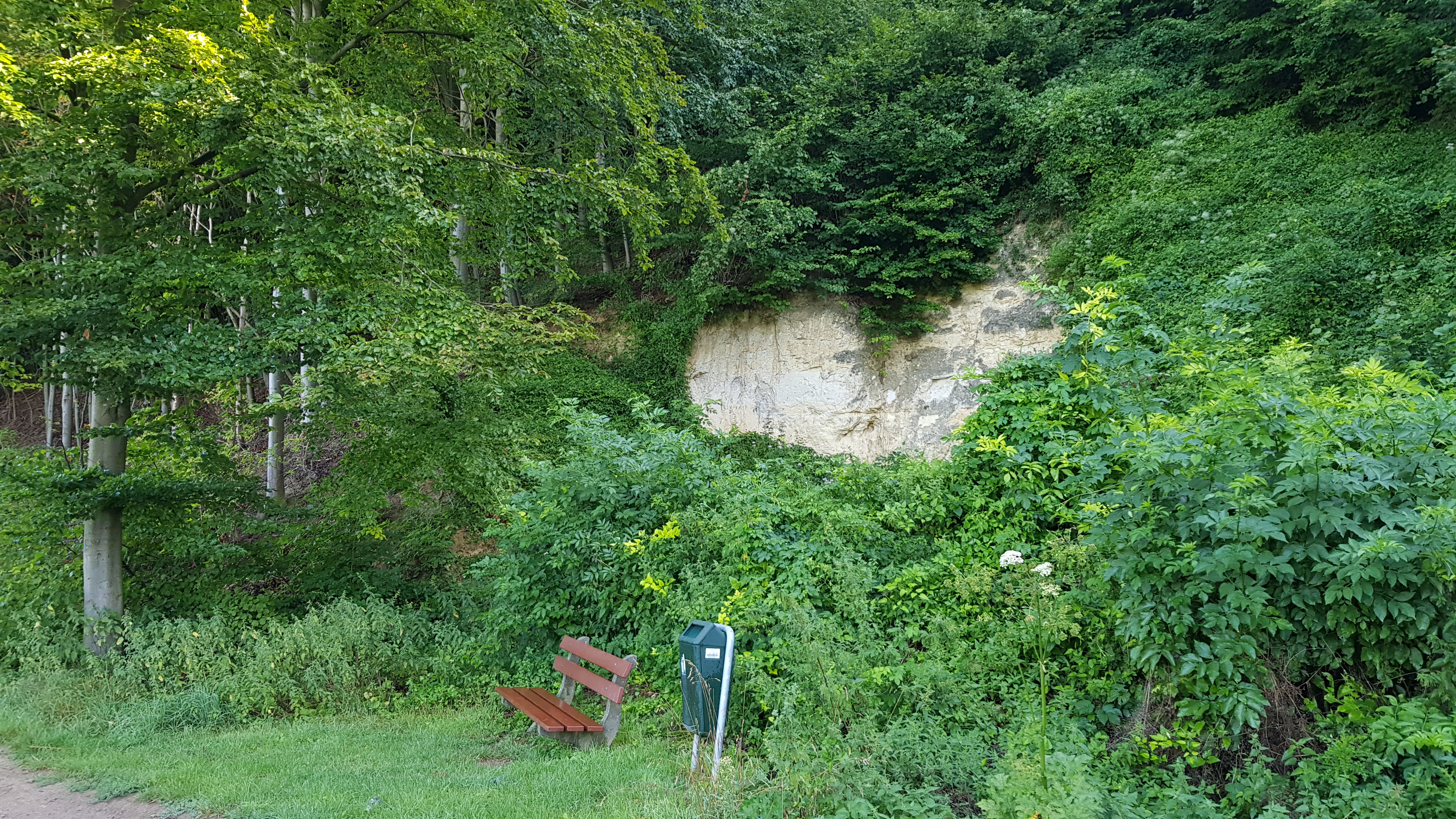
Rotsformatie in Sibbersloot ten noordoosten Cadier en Keer
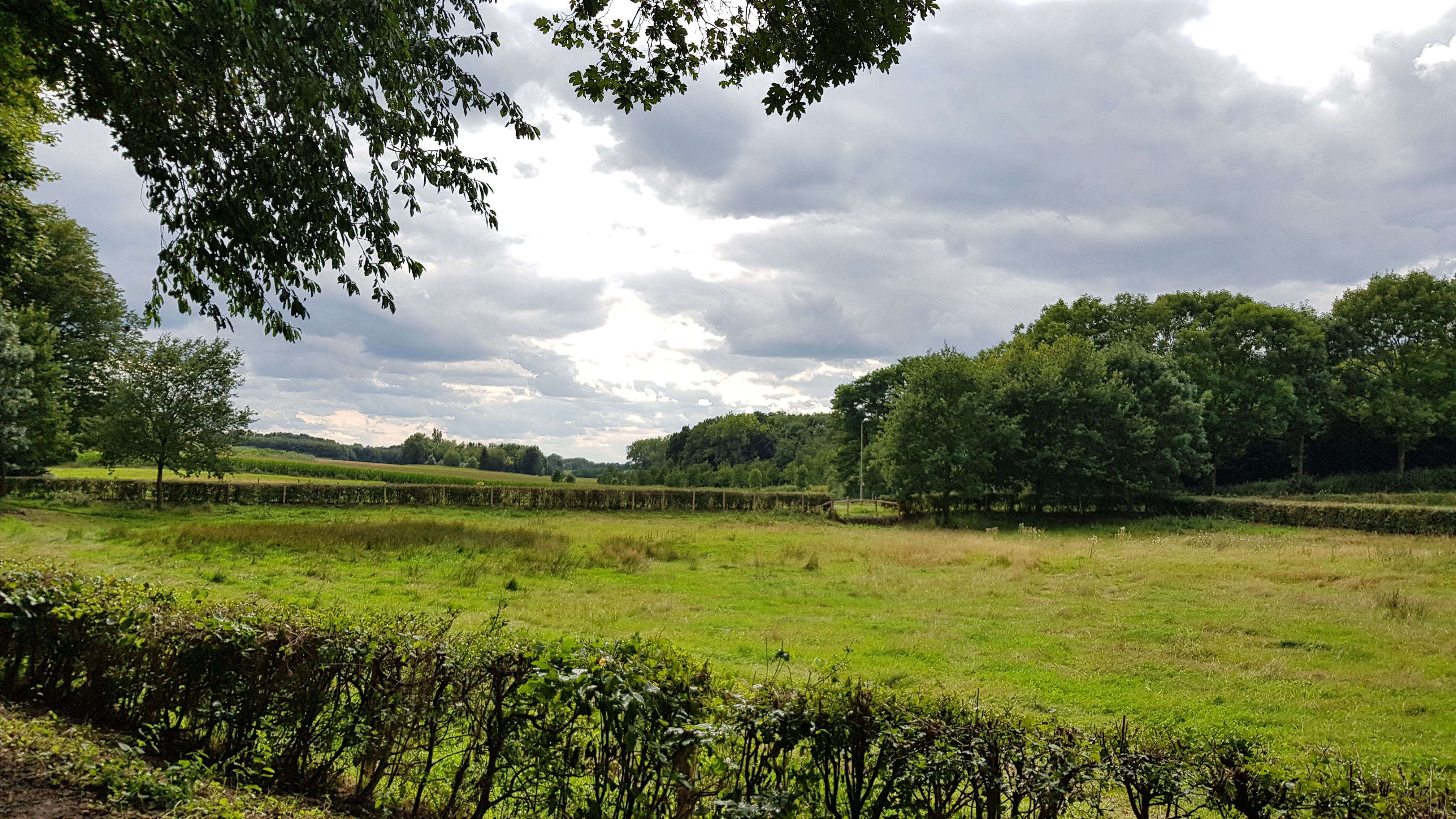
Sibbersloot bij Groot Welsden